# Timo Gross

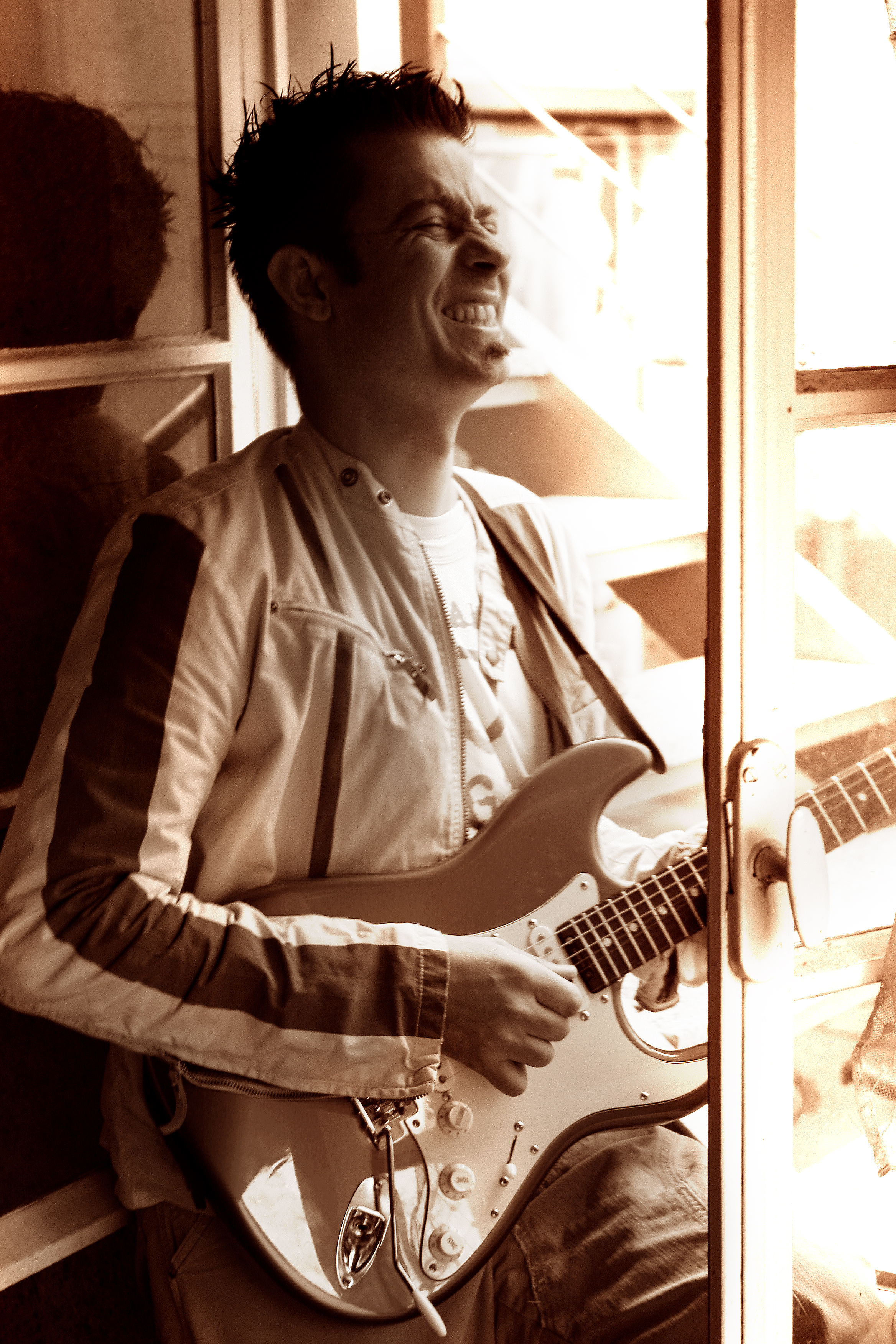
Timo Gross, deutscher Bluesgitarrist, Sänger, Komponist und Produzent

Timo Gross (* 19. Juli 1964 in Hannover) ist ein deutscher Gitarrist, Sänger, Komponist und Produzent. Nach drei Jahrzehnten mit unterschiedlichen Projekten und Bands veröffentlichte er 2005 sein erstes Album („Down to the Delta“) und etablierte sich damit in der deutschen Bluesszene. Seitdem veröffentlichte er etliche weitere CDs, tourt durch Europa und befasst sich in verschiedenen Dozententätigkeiten mit der musikalischen Nachwuchsarbeit.

## Der Weg zum Blues
Zwischen 1979 und 1988 erlernte er während und nach seiner Schulzeit in Bad Bergzabern am Gymnasium im Alfred-Grosser-Schulzentrum das Gitarrenspiel als Autodidakt. Es folgten monatlich etwa vier Auftritte mit Schüler- und Amateurbands; zudem war er Mitglied im Schulorchester Bad Bergzabern.
1988 begann er ein Gitarrenstudium an der Amsterdamer Hochschule der Künste bei Christian Hassenstein, Henk Sprenger und Victor Kaihatou (Ensemble), verließ das Konservatorium in Hilversum allerdings nach zwei Jahren wegen regelmäßiger Engagements in diversen Bands, hauptsächlich im Raum Rhein-Neckar und der Pfalz. Parallel dazu nahm er seine ersten privaten Unterrichtstätigkeiten auf.

## Country- und Schlagerphase
Zwischen 1991 und 1994 war Gross auf Tournee durch Deutschland und im angrenzenden Ausland. Er spielte in der Country-Band Hobo. Es folgten ein Plattenvertrag mit Sony/Columbia Records mit der Band Speakeasy sowie zwei Veröffentlichungen und diverse TV- und Liveauftritte.
Von 1996 bis 1998 kam er zur Band America's Most Wanted und spielte unter anderem auch mit Rolf Stahlhofen (Söhne Mannheims) in ganz Deutschland. Während dieser Zeit arbeitete er als Studiogitarrist unter anderem in Ralf Zang Studios und Edo Zanki Studios in Mannheim und komponierte Werbemusik für AOK, Mercedes-Benz, Vebacom, BMG/Ariola und Bi. Er spielte im El Topo und in Dierks Studios in Köln sowie im Winnie Ley in Sandhausen. Es folgten Veröffentlichungen mit Valentin Engel und Detlev Stiegert.
1998 übernahm er zwei musikalische Leitungen: zum einen für den Schlagersänger André Stade, für den er bei zahlreichen Fernsehauftritten spielte, und für die R&B-, Soul- und Hip-Hop-Coverband Cozmic Soul. Bis 2002 bestritt er über 350 Auftritte mit letzterer Formation und etablierte ein wöchentliches Event im Karlsruher Nachtcafé; ab 2003 war er bei einer wöchentlichen Soulnight im Session Kulturwerk Walldorf mit Cozmic Soul zu hören. Für sein Engagement in der regionalen Musikszene erhielt er 1999 den Südpfälzer Musikpreis. Im selben Jahr produzierte er eine CD mit der Boygroup Bed and Breakfast (Polydor).
In die 2000er startete Gross als Gitarrist der Renee Walker Band, mit der er im In- und Ausland tourte. Zudem produzierte er ein Album mit der Trip-Hop-Band Nonex, mit der er ebenfalls auf Tour war. 2001 übernahm er die musikalische Leitung für Kathy Kelly. 2002 war er bei einem Fernsehauftritt mit Gunter Gabriel zu sehen, es folgten Auftritte mit Larry Garner (Blues) und die Veröffentlichung der Maxi-CD Be Yourself mit der Renee Walker Band. Eine Tour mit den Boogaloo Kings durch Österreich, die Schweiz und Deutschland sowie die Veröffentlichung des Albums Leaving Las Vegas schlossen sich an. Im Mannheimer Capitol etablierte Gross die monatliche Blues-Lounge.

## Eigene Projekte und vermehrte Dozententätigkeit
Nach rund 25 Jahren im Musikgeschäft begann Timo Gross 2004 mit der Produktion seines Debütalbums Down to the Delta (erschienen 2005).
Das Magazin Bluesnews wählte die CD zum Album des Monats im März 2005. Es folgten positive Rezensionen in ganz Europa sowie Konzerte in Deutschland, der Schweiz und Frankreich. Unter anderem spielte Timo Gross mit seiner Band (Frowin Ickler am Bass und Michael Siegwart am Schlagzeug) bei Europas größtem Bluesfestival in Gaildorf. Stumble Records veröffentlichte The Bluesnews Collection Vol. IV mit Titeln von Timo Gross. In die rund 100 Auftritte bis Jahresende reihten sich unter anderem auch Duokonzerte mit der Chicagoer Blueslegende Jim Kahr.
Gleichzeitig produzierte er für den Schlagersänger Tim Capri und wurde Dozent an der Jugendmusikschule Bad Schönborn (bis 2007). Seine monatliche Blueslounge in Mannheim konnte derweil mit Stargästen wie Laith al-Deen, Grönemeyer-Gitarrist Stephan Zobeley, Markus Tiedemann (Six was Nine), Jim Kahr, Kosho (Söhne Mannheims) und Andreas Schmid-Martelle (Jule Neigel) aufwarten – Timo Gross spielte mit ihnen allen.
2006 trat er bei der Musikmesse in Frankfurt auf. Timo Gross tourte in diesem Jahr mit seinem Album durch Europa und spielte einige Duokonzerte unter anderem mit Kosho (Söhne Mannheims). Im selben Jahr veranstaltete er erstmals das „Blues & Roots“-Festival in Pleisweiler, das seitdem jedes Jahr stattfindet.
Auf dem Sampler Showbiz Blues (Dude Records) erschien Timo Gross’ Song Trouble, die Blues Lounge zog um nach Ludwigshafen am Rhein und fand seitdem im „dasHaus“ statt. Er machte unter anderem Werbung für Blade Guitars in der Fach- und Bluespresse. Die Bluesnews brachte ein großes Interview mit ihm.
Auch sein zweites Album Travellin’ (2007) schnitt in der internationalen Presse ebenfalls gut ab. Es folgten Funkeinsätze und Radiointerviews unter anderem mit dem Deutschlandfunk und dem SWR. Als erste deutsche Bluesband tourte die Timo Gross Band 14 Tage durch Schottland und England. Er spielte erneut beim Bluesfestival in Gaildorf.
Mit seinem dritten Album Desire wechselte Timo Gross 2009 zum Label ZYX/Pepper Cake, das noch im gleichen Jahr seine ersten beiden Alben in seinen Katalog aufnahm und veröffentlichte. Mit Desire spielte er eine Deutschlandtour mit über 30 Terminen, zum dritten Mal tourte er anschließend durch Schottland, spielte in Glasgow und Edinburgh. Zudem war er beim Festival „Blues au chateau“ in der Bretagne zu Gast. Außerdem spielte er beim Maryport-Blues-Festival in England und kehrte im Spätjahr für eine Kurztour nach Schottland zurück.
Der Song Travellin’ erschien auf dem Blues highway companion Vol. 1 bei 272 records in den USA. Timo Gross spielte verschiedene Duokonzerte mit Richie Arndt und Gregor Hilden und nahm mit beiden 2009 sein nächstes Album The Vineyard Sessions auf. Es folgte eine Deutschlandtour. Sein Song Sweet Love erschien auf dem Sampler Blues Ballads von ZYX/Pepper Cake. Im Spätjahr wurde er zum Finalisten bei der German Blues Challenge in Eutin gewählt.
2010 erschien sein erstes Livealbum Road Worn, aufgenommen im Blues-Club Baden-Baden – es wurde für den Preis der Deutschen Schallplattenkritik nominiert. Sein Stück 500 Miles erschien auf dem Begleit-Sampler des Magazins Akustik Gitarre, das auch die Tour zu The Vineyard Sessions präsentierte und ein Tourtagebuch von Timo Gross veröffentlichte.
2010 erschien The Vineyard Sessions Vol. II – diesmal mit Richie Arndt und Alex Conti (Lake, Hamburg Blues Band, Atlantis). Es wurde als zweites Timo-Gross-Album in einem Jahr für den Preis der Deutschen Schallplattenkritik nominiert.
Im Sommer 2011 spielte Timo Gross mit seiner Band und namhaften Gästen auf dem Bluesfestival in Lahnstein, dem bekanntesten seiner Art in Deutschland.

## Lehrtätigkeiten und Jugendarbeit
1996 kam Timo Gross an die Blue Music School in Landau in der Pfalz sowie an die Pfälzische Musikschule in Neustadt/Weinstraße. Dort gab er Einzel- sowie Gruppenunterricht und übernahm erste Bandcoachings, unter anderem für epark in München (bis 2001).
Im Jahr 2004 erhielt er ein Engagement am Landesmuseum für Arbeit und Technik in Mannheim. Dort fand die Ausstellung „Stromgitarren“ statt, zu der er etwa 30 Termine mit von ihm selbst konzipierten Workshops sowie Konzerten absolvierte.
In einem Gutachten bescheinigte Professor Udo Dahmen von der Popakademie Mannheim Timo Gross 2006 die künstlerische Reife – er gründete daraufhin sein eigenes Gitarreninstitut in Landau und Bad Bergzabern; zudem wurde er Dozent für Bandcoaching am Alfred-Grosser-Schulzentrum in Bad Bergzabern. 2007 begann seine Arbeit als musikalischer Leiter beim Wormser Verein Nibelungenhorde.
Parallel zu seinen eigenen Projekten nahm sich Timo Gross in dieser Zeit verstärkt der Nachwuchsarbeit mit aufstrebenden Bluesmusikern an. Als Produzent, Arrangeur und Gitarrist wirkte er beim Debütalbum Come closer von Johnny Rieger mit.
Mit der Nibelungenhorde vertiefte sich Timo Gross in die Theatermusik und arrangierte erneut in einem Sommerworkshop mit jungen Musikern verschiedene Stücke für die aktuelle Produktion – so auch 2010 für das Stück Die Winterreise, für das er auch erstmals Filmarbeiten vertonte. Zudem war Timo Gross Dozent beim EU-Projekt „Eurockulture“ in Saverne, Frankreich.

## Diskografie
- 2005 Down to the Delta
- 2007 Travellin’
- 2008 Desire (ZYX/Pepper Cake)
- 2009 The Vineyard Sessions (Fuego; mit Richie Arndt und Gregor Hilden)
- 2010 Road Worn (ZYX/Pepper Cake; live)
- 2010 The Vineyard Sessions Vol. II (Fuego, mit Richie Arndt und Alex Conti)
- 2011 Fallen From Grace (ZYX/Pepper Cake) – PdSK-Bestenliste 2/2012[2]
- 2013 Landmarks (Fuego)
- 2014 It's All About Love (in-akustik)
- 2016 Heavy Soul (Grand Cru Records)

## Festivals und besondere Konzerte
- Blues au chateau (Bretagne)
- Gaildorf Blues Festival
- Maryport Blues Festival (England)
- Lahnsteiner Bluesfestival
- Saarbrücken am Schloss (viermal in Folge)
- Mannheim Hauptbahnhof
- Jazz im Quadrat (Mannheim)
- Idstein Jazz-Festival

## Preise und Auszeichnungen
- 1991 Preisträger des Kompositionswettbewerbs der Musikerfachzeitschrift „Solo“ (Heinz Rebellius)
- 1999 Südpfälzer Musikerpreis
- 2005 Down to the Delta wird Album des Monats März im Magazin „Bluesnews“
- 2009 Finalist bei der German Blues Challenge in Eutin
- 2010 Monatssieger Januar des Line6-Live-Awards
- 2010 Alben Road Worn und The Vineyard Sessions Vol. II nominiert für den Preis der Deutschen Schallplattenkritik

## Endorsements und Sponsorships
- 2005 Blade Guitars, ProArte Fine Acoustics
- 2006 Amistar Resonator-Gitarren, Peavey Sound Systems, Levys Fine Leather
- 2007 Fashion von Energie
- 2008 Rotosound Strings, Fashion von Riot Creations, Blueridge Guitars
- 2009 Vox-Verstärker